# Dorst
Dorst ist ein Ortsteil der Gemeinde Calvörde im Landkreis Börde in Sachsen-Anhalt.

## Geografie
Dorst liegt etwa acht Kilometer östlich von Calvörde am Rande des Naturparks Colbitz-Letzlinger Heide. Nachbarorte sind im Norden Klüden und Zobbenitz. Im Norden der Ortschaft liegt der Dorster Forst.

## Geschichte

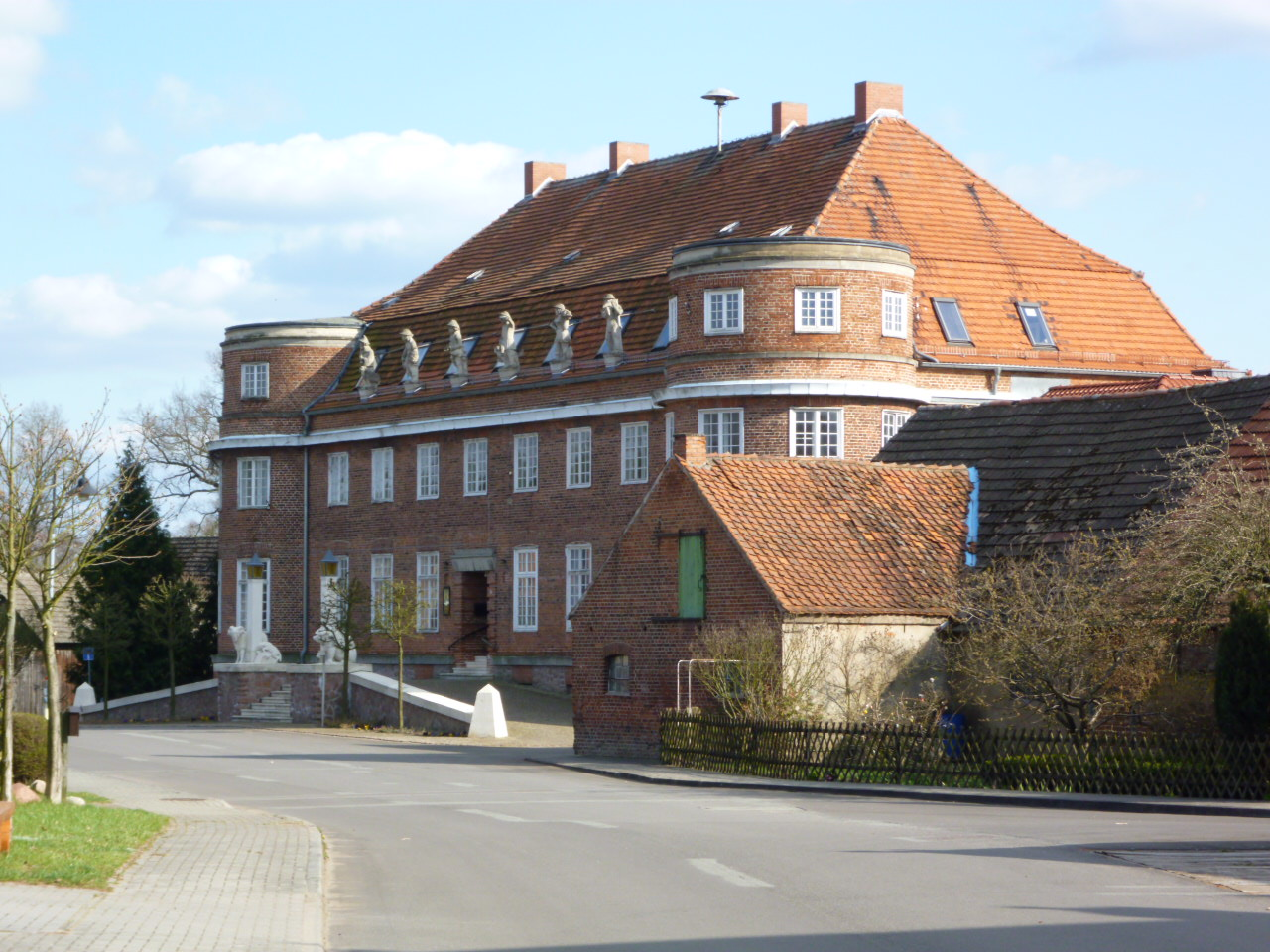
Das Gutshaus in Dorst

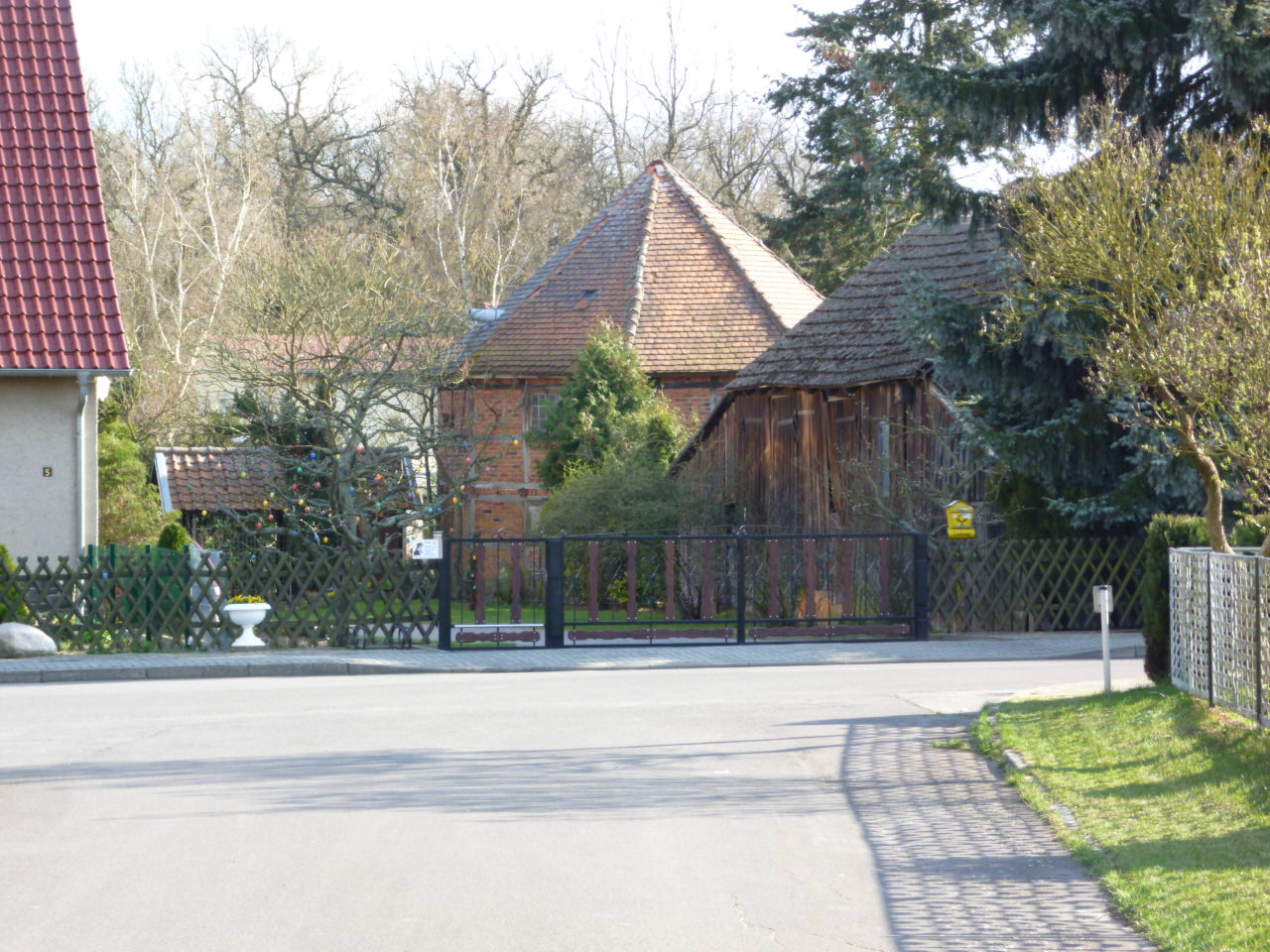
Taubenturm

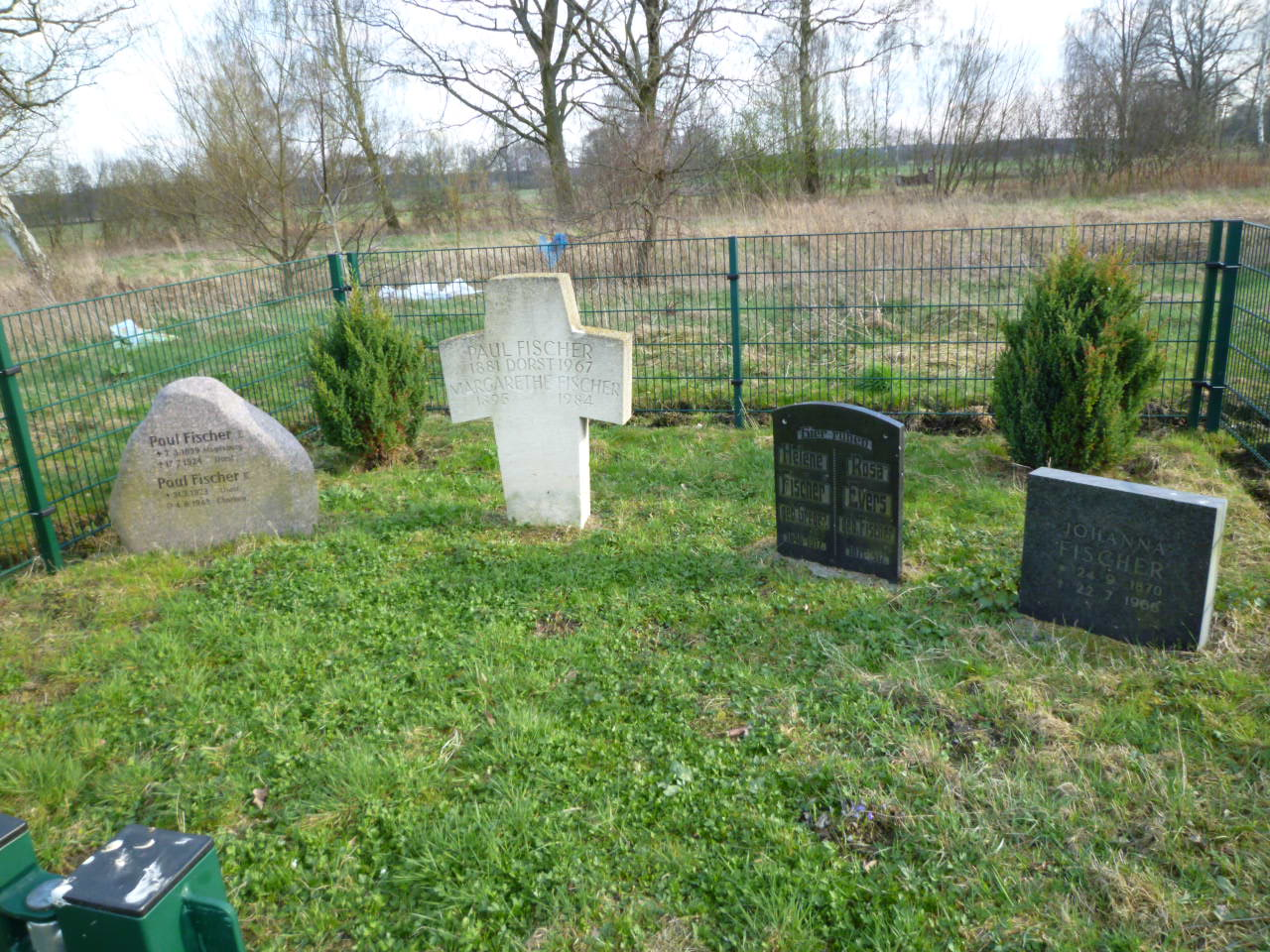
Grabstätte der Gutsherrenfamilie Fischer

Historisch ist Dorst mit Calvörde verbunden und gehörte zur Exklave des Fürstentums Braunschweig-Wolfenbüttel.
Dorst wurde erstmals um 1220 als Dosceze im Lehnsregister der Edelherren von Meinersen erwähnt. Die reichsfreien Edelherren gaben in Dorst ½ Hufe und die halbe villa als Lehen an Siegfried von Emden. Dorst später als Dozitz, Düst, Dost oder Dorste genannt, bildete mit Uthmöden, Zobbenitz und einigen heute wüsten Orten das Halbgericht, einem vom Erzstift Magdeburg und Haus Braunschweig beanspruchten Gebiet.
Fritz und Gerhard von Wedderden bekamen Dorst im Jahre 1380 vom Erzstift als Lehen. 1396 nach dem Aussterben des Geschlechts, erbt Friedrich von Alvensleben ihren Besitz. 1446 ging das zu dieser Zeit wüste Dorf als erzbischöfliches Lehen, mit Anteilen an Uthmöden und Zobbenitz, an Georg und Hildebrand von Berwinkel, deren Familie bis zu ihrem Aussterben im Jahre 1492 auch das Halbgericht besaßen. Hildebrand und Borchard von Berwinkel verkaufen 1473 das inzwischen wieder bewohnte Dorst an Busso von der Schulenburg. 1481 erneuert Erzbischof Ernst das Lehen mit Vogtei und Gerechtigkeit, Dorst wird aber wieder als wüst bezeichnet. Ende des 15. Jahrhunderts soll der Dorst seine Blütezeit gehabt haben.
Die von der Schulenburg sind auch im 16. Jahrhundert für Dorst zuständig, aber auch die Adelsfamilie von Alvensleben (Calfördische Linie) mit dem Schulzenamt. Das Halbgericht (Magdeburger Teil) ging nach dem Erlöschen des Geschlechts von Berwinkel an das Amt Alvensleben. Der Braunschweiger Teil (Dorst, Zobbenitz, Uthmöden) ging an die von Alvensleben (Calfördische Linie), ab 1554 an Ludolf von Alvensleben auf Calbe/Zichtau und Matthias von der Schulenburg, ab 1558 an die von Bortfeld und Viktor von Bülow, ab 1571 nach Einlösung und Vereinigung Calvördes mit dem Halbgericht durch Herzog Julius von Braunschweig kam Dorst zum Amt Calvörde. Das Amt bestand bis zum Jahre 1945.
Bis zu seiner Neugründung im Jahre 1704 soll Dorst während und nach dem Dreißigjährigen Krieg wüst gewesen sein. Im Jahre 1774 gab es fünf Einwohner, eine Hirtenfamilie, in einem Wohnhaus; Dorst galt als Vorwerk in der Gemeinde Zobbenitz. Von 1807 bis 1814 gehörte es mit Uthmöden und Zobbenitz nicht zum Kanton Calvörde, sondern zum Kanton Neuhaldensleben. 1814 wurde die alte Verbindung mit Calvörde wiederhergestellt, das 1827 auch wieder Gerichts- und Verwaltungssitz wurde. 
Zum 1. Januar 1868 wurde Dorst aus dem Gemeindeverband mit Zobbenitz gelöst und als selbstständige Gemeinde errichtet. Allerdings bestimmte der Gutsherr den Ortsvorsteher allein und konnte diesen auch entlassen. Auffällig ist, dass von 1871 bis 1910 die Gemeinde nur 6 bis 7 Wohngebäude zählte. Dabei hatte der Ort 1871 mit 82 und 1933 mit 86 Einwohnern scheinbar eine konstant bleibende Bevölkerung; aber nach einem plötzlichen Tief mit 43 Einwohnern (1890) war schon fünf Jahre später mit 115 Einwohnern ein Höchststand erreicht, dann aber wurden nach weiteren 5 Jahren nur noch 38 Einwohner (1900) gezählt.
Am 1. Januar 2010 schlossen sich die Gemeinden Dorst, Berenbrock (mit Elsebeck und Lössewitz), Grauingen, Klüden, Mannhausen, Velsdorf, Wegenstedt und Zobbenitz mit dem Flecken Calvörde zur neuen Gemeinde Calvörde zusammen. 2011 feierte der Ort sein 700-jähriges Bestehen im Rahmen der Calvörder Festtage.

### Historische Flurnamen
Innerhalb der Gemarkung von Dorst befinden sich zahlreiche historische Flurnamen, wie: In den Zerien, Steinbreite, Behrensbreite, Bültenbusch, Triegel, Schäferwiesen, Dolzine, Langer Ort, Der Körtling, In den Kalien, Großer- und Kleiner Brautbusch, Hofbreite.

## Politik

### Bürgermeister
Der letzte Bürgermeister der Gemeinde Dorst war Manfred Franke.

### Wappen
Das Wappen wurde am 7. Oktober 1996 durch das Regierungspräsidium Magdeburg genehmigt.
Blasonierung: „In Gold ein schreitender roter Hirsch auf grünem Schildfuß vor einer grünen Eiche.“
Das Wappen wurde vom Magdeburger Kommunalheraldiker Jörg Mantzsch gestaltet.

### Flagge
Die Flagge der ehemaligen Gemeinde ist Grün - Gelb gestreift mit dem aufgelegten Gemeindewappen.

## Wirtschaft und Infrastruktur

### Verkehr
Die Bundesstraße 71, die Magdeburg mit Bremen verbindet, verläuft in östlicher Richtung in etwa 14 Kilometer Entfernung. Der Ort liegt an den Kreisstraßen 1141 und 1106.

## Sehenswürdigkeiten
- Schloss Dorst, Bauwerk aus den goldenen Zwanzigern
- Gutspark, gelegentlich auch Schlosspark genannt
- Taubenturm (Dorst), dieses Bauwerk stammt aus dem 19. Jahrhundert und steht östlich vom Schloss
- Grabsteine der Gutsherrenfamilie Fischer, befinden sich östlich von Dorst